# Appare-Ranman!
Appare-Ranman! (天晴爛漫！ Appareranman?) es una serie de anime original producida por P.A.Works y dirigida por Masakazu Hashimoto. Se estrenó el 10 de abril de 2020 en Tokyo MX. Una adaptación al manga con arte de Ahndongshik inició su serializacion en la revista Young Ace de Kadokawa Shoten 3 de abril de 2020.

## Sinopsis
A finales del siglo XIX, el brillante pero asocial ingeniero Sorano Appare y el perspicaz pero cobarde Isshiki Kosame se ven dentro de un barco con destino a América tras un percance que concierne a ambos. Sin fondos, optan por participar en la "Trans-America Wild Race" para conseguir el dinero del premio y volver a Japón. De tal forma, deciden construir un coche con motor a vapor para participar en la carrera, pero sus salvajes y locos rivales no se lo pondrán fácil. La carrera empieza en Los Ángeles y acaba en la ciudad de Nueva York.

## Personajes
Appare Sorano (空乃天晴 Sorano Appare?)
 Seiyū: Natsuki Hanae, Erick Padilla (español latino)
Kosame Isshiki (一色小雨 Isshoki Kosame?)
 Seiyū: Seiichirō Yamashita, Aldo Ramírez (español latino)
Hototo (ホトト Hototo?)
 Seiyū: Aoi Yūki, Patricio Pinet (español latino)
Jin Xiaoleng (ジン・シャーレン Jin Shāren?)
 Seiyū: Sora Amamiya, Jessica Monzón (español latino)
Al Leon (アル・リオン Aru Rion?)
 Seiyū: Sōma Saitō, Héctor Mena (español latino)
Sophia Taylor (ソフィア・テイラー Sofia Teirā?)
 Seiyū: Fumiko Orikasa, Sara García (español latino)
Dylan G. Ordene (ディラン・G・オルディン Diran G Orudin?)
 Seiyū: Takahiro Sakurai, Víctor Kuri (español latino)
TJ (ティー・ジェイ Tī Jei?)
 Seiyū: Tomokazu Sugita, Jonathan Miranda (español latino)
Seth Rich Cutter (セス・リッチー・カッター Sesu Ritchī Kattā?)
 Seiyū: Kazuyuki Okitsu, Arturo Sian Vidal (español latino)

## Producción y lanzamiento
El 12 de octubre de 2019, P.A.Works anunció que estaba produciendo una nueva serie de anime original dirigida por Masakazu Hashimoto, con diseño de personajes de Yurie Oohigashi, basados en los originales de Ahndongshik, junto con Shiho Takeuchi para los diseños mecánicos y Evan Call a cargo de la composición musical. Mia REGINA interpretará el tema de apertura de la serie I got it! y el ending será interpretado por Showtaro Morikubo. Se estrenó el 10 de abril de 2020 en AT-X y otros canales.
El 1 de diciembre de 2021, Funimation anunció que la serie recibió un doblaje en español latino, que se estrenó el 16 de diciembre.

## Manga
| N.º | Fecha de lanzamiento    | ISBN original      |
| --- | ----------------------- | ------------------ |
| 1   | 4 de septiembre de 2020 | ISBN 9784041098202 |